# سامول نیکویان
سامول بارگنی نیکویان (ارمنی: Սամվել Պարգևի Նիկոյան؛ زادهٔ ۱۳ فوریهٔ ۱۹۵۸) سیاست‌مدار اهل ارمنستان است. وی نماینده دوره‌های سوم تا ششم مجلس ملی جمهوری ارمنستان بوده است.

## زندگی‌نامه
وی در ۱۳ فوریهٔ ۱۹۵۸ در سارناغبیور به دنیا آمد و از دانشگاه ملی پلی‌تکنیک ارمنستان فارغ‌التحصیل گشت. وی همچنین برنده جوایزی همچون مدال آندرانیک اوزانیان، مدال بیستمین سالگرد نیروهای مسلح ارمنستان و مدال یادبود نخسن‌وزیر ارمنستان شد.